# 琴富士孝也
琴富士孝也（1964年10月28日—2025年8月8日），原名小林孝也，日本千葉縣千葉市花見川區出身的前大相撲力士，身高1.91米，重150公斤，最高位置是西關脇（1990年7月場所），所屬的相撲部屋是佐渡嶽部屋。他在1995年9月場所後引退。
引退後曾以粂川之名作為年寄留在部屋，在1999年7月辭職，後曾成為日式燒肉店長。

## 入門
小林孝也在中學三年級時被佐渡嶽親方(前橫綱琴櫻傑將)勸誘下學習相撲，於1980年3月首次職業生涯。他在初級力士中有很長的學徒期，直到1986年11月才晉升為十兩。他的相撲身材很笨拙，因為他的長腿意味著他的臀部很高，因此重心遠高於理想位置。
1988年9月，他晉升為幕內級別，在他的前頭級別首場比賽中獲得11場勝利，並獲得了“敢鬥賞”。他在1990年7月晉級關脇但成績令人失望(4勝11敗)，之後一直在前頭級別活動。他在1991年1月擊敗橫綱大乃國康贏得了自己的第一個金星。
琴富士以其在1991年7月名古屋場所中的出色表現而廣為人知，在那裡他成為近六年來首位贏得優勝的前頭力士。他在該場所排名東前頭13枚目，他在前九天只與其他前頭存士比賽。在所有這些回合中獲勝，他在第10到12天與大關霧島一博，橫綱旭富士正也和大關小錦八十吉配對-並且也贏得了所有這些比賽。這是他第一次擊敗旭富士和小錦。第二天，他擊敗關脇貴鬥力忠茂達到13-0時，他的優勝被確認，其他任何人的得分都沒有超過10。自15天比賽制推出以來，他成為第1位排名低於大關但在第13天贏得優勝的力士。儘管他在第14天被貴乃花光司擊敗，但他在最後一天擊敗了橫綱曙太郎，以14-1的優異成績結束。
之後琴富士再沒有接近過那些高峰。在接下來的比賽中，他在小結位置上僅獲得4-11的得分，並且再也沒有晉身三役。在一系列糟糕的結果之後，他於1994年被降級為十兩，並於1995年9月宣布退休。

## 引退後
引退後他以粂川之名為日本相撲協會的年寄，但他於1999年7月離開了相撲界，當時他退休的同門琴稻妻佳弘需要他的年寄名跡。由於他的年寄生涯持續了不到四年，因此他無權領取任何退休金。 然後，琴富士以電視藝人身份開始了新的職業，從事報告和體育旁白。他曾是小錦人才中介公司的成員。他還曾擔任過貴鬥力的一家烤肉店的經理(現在也是一位youtuber)。
2014年2月，他因與韓國女人假結婚而被捕，因此她可以獲得永久居民身份（同年5月1日，被判監1年6個月，後緩刑3年）。